# Дивовижний хлопчик
«Дивовижний хлопчик» (рос. «Удивительный мальчик») — російський радянський художній фільм 1970 року режисерів Олександра Орлова і Леоніда Пекура.

## Сюжет
Багач Бубнов, який усіма способами вибиває з городян податки, виявляє в лабораторії свого боржника — Арта, професора усіляких наук, механічну іграшку — хлопчика з прозоро-блакитними очима. Він вирішує, що на цей винахід він зможе заробити цілий статок. Але скоро у багатія з'являється конкурент — підступний доктор Капа, що наказує своїм бандитам відшукати й викрасти робота. Доктор мріє дізнатися принцип, за яким зібраний цей робот, і створити тисячу таких самих хлопчиків…

## У ролях
- Микита Голубенцев
- Зане Ліелдіджа
- Валентин Нікулін
- Валентин Гафт
- Юрій Саранцев
- Леонід Каневський
- Георгіос Совчіс
- Олександр Вігдоров
- Сергій Малишевський
- Андрій Дрознін
- Алла Будницкая
- Станіслав Бородокін
- Ніна Крачковська
- Володимир Козелков
- Ігор Суровцев

## Творча група
- Автори сценарію: Оскар Волін, Олександр Орлов
- Режисери-постановники: Олександр Орлов, Леонід Пекур
- Оператори-постановники: Георгій Криницький, Олександр Панкратов
- Композитор: Едуард Артем'єв